# Avelar
Avelar est une freguesia portugaise située dans le District de Leiria.
Avec une superficie de 8,48 km2 et une population de 2 089 habitants (2001), la paroisse possède une densité de 246,3 hab/km2.